# 徳島市立徳島城博物館
徳島市立 徳島城博物館（とくしましりつ とくしまじょうはくぶつかん、英語: TOKUSHIMA CITY TOKUSHIMA CASTLE MUSEUM）は、徳島県徳島市徳島町城内にある城山の徳島中央公園内にある博物館。徳島城表御殿の跡地に建設され、主に徳島藩や蜂須賀家に関する歴史・美術資料を収集・展示している。
とくしま88景に選定。名勝旧徳島城表御殿庭園に隣接する。

## 利用案内

### 所在地等
- 〒770-0851 徳島市徳島町城内1番地の8

### 開館時間
- 9:30～17:00（入場時間は午後4時30分まで）

### 休館日

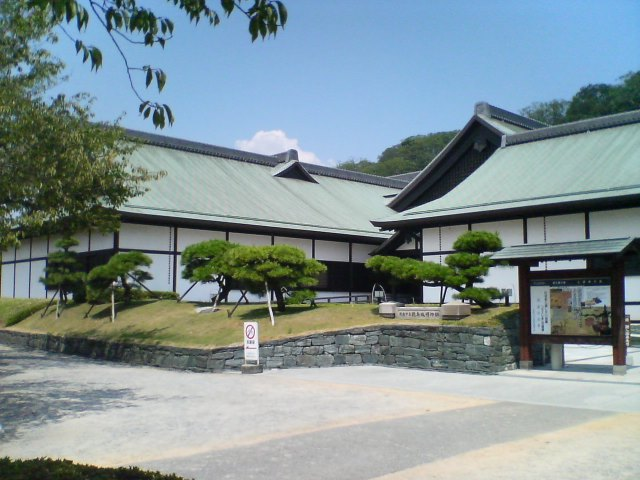
入口

- 月曜日（祝日の場合は開館）、祝日の翌日（日曜・祝日の場合は開館）

年末年始（12月28日～1月4日）

### 入館料
- 一般 - 300円
- 高校・大学生 - 200円
- 中・小学生 - 無料

## 施設案内・展示内容
- 常設展示室
  - 1.藩政の変遷
  - 2.大名のくらしと文化
  - 3.城の構え
  - 4.城下町のくらし
  - 5.阿波水軍の活躍
    - 「徳島藩御召鯨船 千山丸」（国の重要文化財）[5]
- 企画展示室
- ラウンジ
- 講座室
- 学習室
- 和室

## 交通
- JR徳島駅から徒歩約10分。
- 徳島市営バス「徳島公園鷲の門前」下車徒歩約5分。